# Anneke Grönloh
Louise Johanna Anneke Grönloh (Tondano, Célebes del Norte, Indonesia; 7 de junio de 1942-14 de septiembre de 2018) fue una cantante indonesia de ascendencia neerlandesa.

## Biografía
Fue muy popular en su natal Indonesia, como también se hizo conocer en Singapur y Brunéi, en la década de los años 1960. Lanzó como promoción cuatro canciones a partir de 1962, las puertas se le abrieron a la artista, se hizo conocer con temas musicales como ojos oscuros «Galak», «O Ina Ni Keke», y «Tjerewerewe».

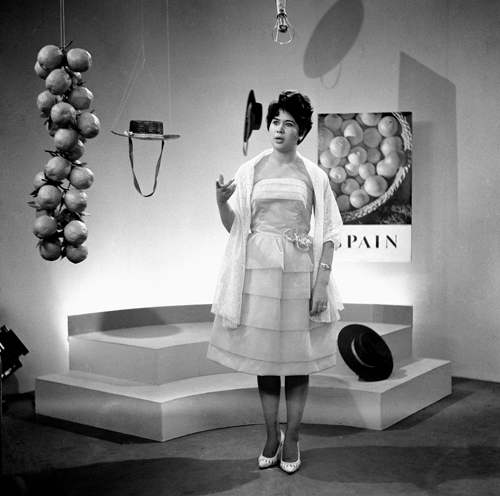
Anneke Grönloh (1961)

En la cima de su fama, en 1964, Anneke Grönloh participó en el Festival de la Canción de Eurovisión 1964 con la canción «Jij bent mijn leven» [«Tú eres mi vida»], que fue bien recibida por el público. Acabó junto a Bélgica en la décima posición. 